# Bouzid Saâl
Bouzid Saâl (en arabe : بوزيد سعال), né le 9 janvier 1919 à Zaïri et mort le 8 mai 1945 à Sétif, est un militant anticolonialiste algérien, abattu par la police française lors d'un affrontement alors qu'il brandissait un drapeau algérien au cours d'une manifestation célébrant la défaite de l'Allemagne nazie et dégénérant à l'émeute. Il est la première victime des massacres de Sétif, Guelma et Kherrata qui ont provoqué la mort de plusieurs milliers d'Algériens, à la suite du massacre de 102 personnes parmi les Européens,,.

## Jeunesse
Bouzid Saâl nait près de Sétif, au douar Zaïri, qui dépend de la commune d'El Ouricia, d'un père paysan. Il a trois sœurs et un frère. Il suit une instruction religieuse à l'école coranique.

## 8 mai 1945

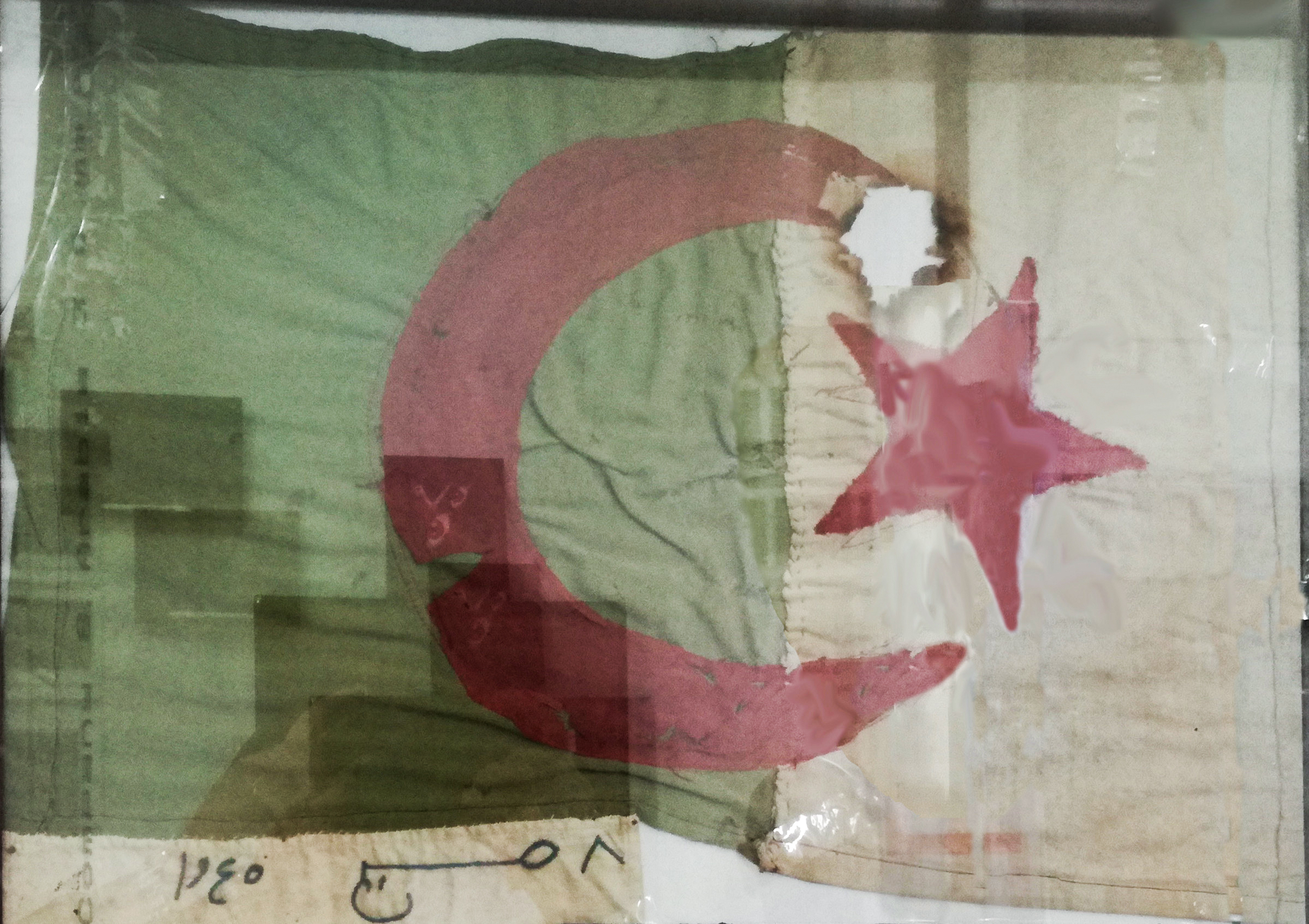
« L'emblème national porté par le chahid Bouzid Saâl lors des manifestations du 8 mai 1945 » (Musée du moudjahid de Sétif)

Lors d'une manifestation musulmane organisée à Sétif tout autant pour célébrer la victoire des alliés sur l'Allemagne nazie que pour revendiquer l'indépendance pour l'Algérie, Bouzid Saâl, membre des Scouts musulmans, brandit le drapeau algérien alors que cet acte est formellement interdit par les autorités coloniales françaises ; un policier français lui ordonne de baisser le drapeau. Sur le refus de Bouzid Saâl, le policier tire et l'abat. Il est 9 h 25, les massacres de Sétif, Guelma et Kherrata viennent de commencer.    

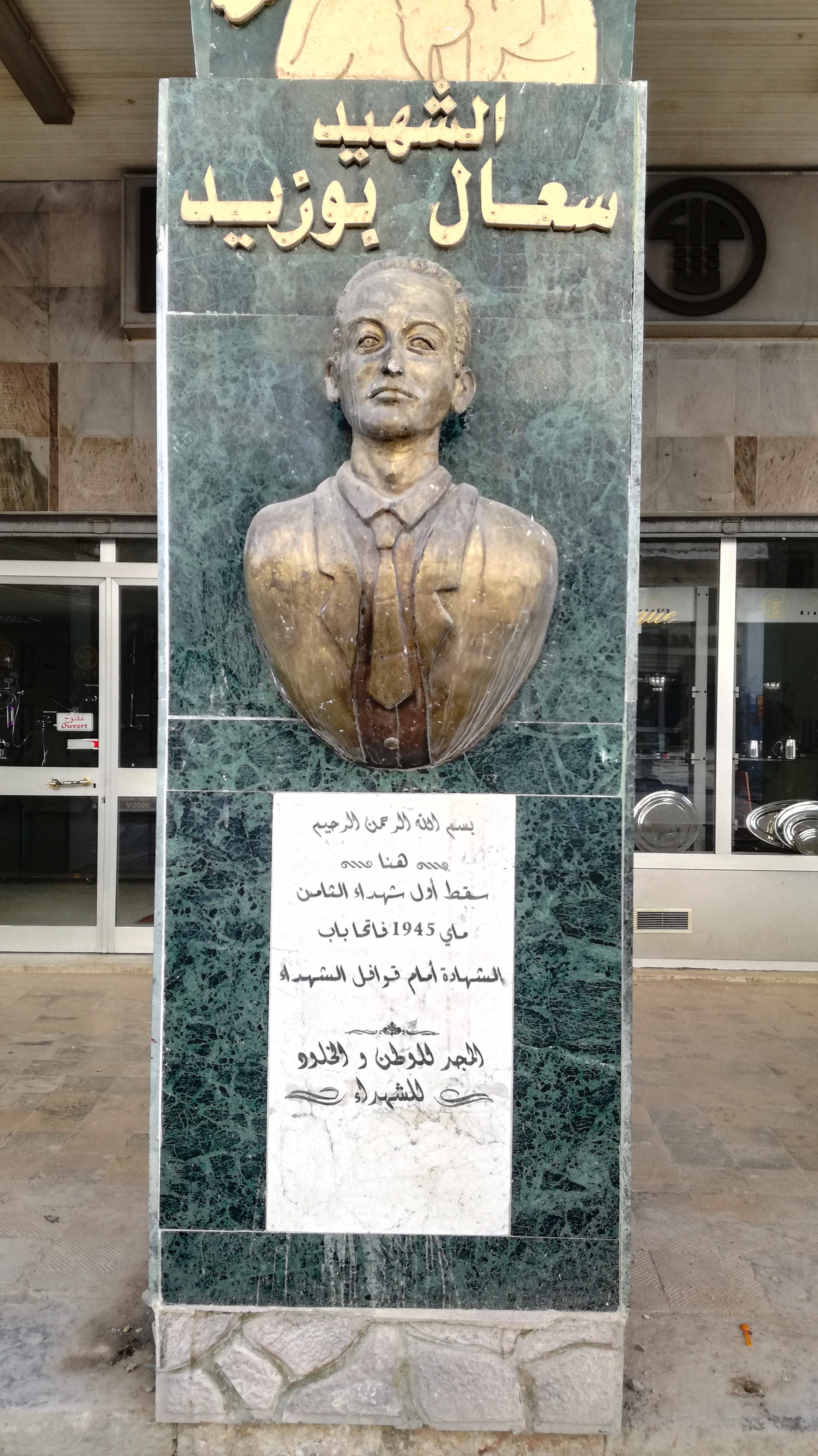
Stèle à la mémoire de Bouzid Sâal, avenue du 8 mai 1945, Sétif.